# 巴戦
巴戦（ともえせん）とは、大相撲における優勝決定戦の方式の一種で、本割の結果、相星の力士（または優勝決定戦の途中の勝ち残り）が3人いる場合の優勝者決定のための戦いである。連続して2勝した力士が優勝となる。

## 解説
優勝決定戦に出場する3人の力士が土俵下でくじ引きをして、○（丸）が描かれた紙を引いた力士は休みとなり、残りの2人（「東」「西」と書かれた紙を引いた力士がそれぞれ東・西から上がる）がまず対戦する。勝者は続けて休みの力士と対戦し、勝った場合は優勝となる。負けた場合は土俵を降りて、初戦で負けた力士が土俵に上がる。以後、2連勝する力士が出るまで続けられる。
取組が15番あり、かつ横綱や大関といった強い力士がいる幕内において巴戦が行われた例は少ない。実力の均衡する十両や、7番しかない幕下以下ではしばしば行われる。なお、同点力士が5人・6人となった場合も、予選を行って3人に絞り、巴戦を行う。4人・7人・8人の場合は単純なトーナメント形式で決定戦を行い、巴戦は行わない。9人～12人の場合は原則として5人または6人→3人と絞り巴戦となる（ただし9人の場合は過去10例のうち2例が例外的にまず9人のうち2人を対戦させてその敗者を脱落させて8人にした上でのトーナメントとなっている）。
実力が互角でそれぞれの戦いの勝率が1/2同士であることを仮定してそれぞれの力士の優勝確率を計算すると、○を引いた力士の優勝確率は4/14（勝率約0.286）であり他の2人は5/14（勝率約0.357）であって、○を引いた力士が不利となる。なぜなら「東」または「西」を引いた力士は最初の対戦で負けても、一旦控えとなって次に○を引いた力士が勝てば再び対戦できるのに対し、○を引いた力士の場合は、最初に対戦する時に負けた時点で相手力士の優勝が決まってしまうためである（相手は先勝しているため2連勝となる）。幕内で過去7回行われた巴戦で3回○を引いた力士が優勝しているが、いずれも下記の通り2連勝目が前頭で「実力が互角でそれぞれの戦いの勝率が1/2同士である」仮定が成り立たない例であった。
大相撲における他の優勝決定戦と異なる点としては、対戦で負けても優勝の可能性が残る場合がある点が挙げられる。具体的には、次のようなケースである。
- 「東」または「西」を引いた力士が初戦で負けたとき。
- 前の対戦の勝者が負けたとき。

実際に巴戦の対戦で負けながらその後連勝して優勝した例としては、幕内では1990年（平成2年）3月場所の北勝海が該当する（初戦で負けたものの、3戦目・4戦目で連勝）。
巴戦の途中で負けた後、再び登場する場合は、前に対戦したときとは東西が逆側からの登場となる。すなわち東で負けて再登場する場合は西から、西で負けて再登場する場合は東からの登場となる。なぜなら、巴戦では誰かが2連勝すればその力士を優勝として終了するため、途中で負けた力士が再び登場するには、前に勝った力士が負けるという条件が必要だからである。

## 幕内での優勝決定巴戦の一覧
幕内ではこれまでに、3人による決定戦で7度、5人による決定戦の決勝戦として1度、巴戦が行われている。

### 3人による決定戦
| 場所                      | 本割成績 | 結果                                             | 備考 |
| ------------------------- | -------- | ------------------------------------------------ | --- |
| 1956年（昭和31年）3月場所 | 12勝3敗  | 東大関 若ノ花 ◯（叩き込み）× 東前頭15 若羽黒     | 史上初の巴戦であると同時に、出場全力士が昭和生まれのはじめての決定戦であり、結果、朝汐は最初の昭和生まれの優勝力士になった 若ノ花はのちの初代若乃花、朝汐はのち3代朝潮 |
| 1956年（昭和31年）3月場所 | 12勝3敗  | 東大関 若ノ花 ×（寄り倒し）◯ 東関脇 朝汐         | 史上初の巴戦であると同時に、出場全力士が昭和生まれのはじめての決定戦であり、結果、朝汐は最初の昭和生まれの優勝力士になった 若ノ花はのちの初代若乃花、朝汐はのち3代朝潮 |
| 1956年（昭和31年）3月場所 | 12勝3敗  | 東前頭15 若羽黒 ×（寄り切り）◯ 東関脇 朝汐       | 史上初の巴戦であると同時に、出場全力士が昭和生まれのはじめての決定戦であり、結果、朝汐は最初の昭和生まれの優勝力士になった 若ノ花はのちの初代若乃花、朝汐はのち3代朝潮 |
| 1961年（昭和36年）9月場所 | 12勝3敗  | 西大関 柏戸 ◯（寄り切り）× 西前頭4 明武谷        | 大鵬と柏戸は場所後横綱 |
| 1961年（昭和36年）9月場所 | 12勝3敗  | 西大関 柏戸 ×（うっちゃり）◯ 東大関 大鵬         | 大鵬と柏戸は場所後横綱 |
| 1961年（昭和36年）9月場所 | 12勝3敗  | 西前頭4 明武谷 ×（寄り倒し）◯ 東大関 大鵬        | 大鵬と柏戸は場所後横綱 |
| 1965年（昭和40年）9月場所 | 12勝3敗  | 東張出横綱 柏戸 ◯（寄り切り）× 東前頭5 明武谷    | |
| 1965年（昭和40年）9月場所 | 12勝3敗  | 東張出横綱 柏戸 ◯（寄り切り）× 西横綱 佐田の山   | |
| 1990年（平成2年）3月場所  | 13勝2敗  | 東大関 小錦 ◯（寄り切り）× 西横綱 北勝海         | 3人決定戦で4番を要したのは史上最多 霧島は場所後大関 |
| 1990年（平成2年）3月場所  | 13勝2敗  | 東大関 小錦 ×（寄り切り）◯ 東関脇 霧島           | 3人決定戦で4番を要したのは史上最多 霧島は場所後大関 |
| 1990年（平成2年）3月場所  | 13勝2敗  | 西横綱 北勝海 ◯（押し出し）× 東関脇 霧島         | 3人決定戦で4番を要したのは史上最多 霧島は場所後大関 |
| 1990年（平成2年）3月場所  | 13勝2敗  | 西横綱 北勝海 ◯（下手投げ）× 東大関 小錦         | 3人決定戦で4番を要したのは史上最多 霧島は場所後大関 |
| 1993年（平成5年）7月場所  | 13勝2敗  | 東横綱 曙 ◯（押し倒し）× 東関脇 若ノ花           | 同期生3人による巴戦、若ノ花と貴ノ花は同部屋（二子山部屋） 若ノ花はのちの3代若乃花、貴ノ花はのち貴乃花 若ノ花は場所後大関                                               |
| 1993年（平成5年）7月場所  | 13勝2敗  | 東横綱 曙 ◯（寄り倒し）× 東大関 貴ノ花           | 同期生3人による巴戦、若ノ花と貴ノ花は同部屋（二子山部屋） 若ノ花はのちの3代若乃花、貴ノ花はのち貴乃花 若ノ花は場所後大関                                               |
| 1994年（平成6年）3月場所  | 12勝3敗  | 東張出大関 貴ノ浪 ◯（叩き込み）× 東前頭12 貴闘力 | 貴ノ浪と貴闘力は同部屋対戦（二子山部屋） |
| 1994年（平成6年）3月場所  | 12勝3敗  | 東張出大関 貴ノ浪 ×（突き倒し）◯ 東横綱 曙       | 貴ノ浪と貴闘力は同部屋対戦（二子山部屋） |
| 1994年（平成6年）3月場所  | 12勝3敗  | 東前頭12 貴闘力 ×（押し倒し）◯ 東横綱 曙         | 貴ノ浪と貴闘力は同部屋対戦（二子山部屋） |
| 2022年（令和4年）11月場所 | 12勝3敗  | 東前頭筆頭 髙安 ×（叩き込み）○ 西前頭9 阿炎      | 阿炎は初優勝 |
| 2022年（令和4年）11月場所 | 12勝3敗  | 東大関 貴景勝 ×（押し出し）○ 西前頭9 阿炎        | 阿炎は初優勝 |
| 2025年（令和7年）1月場所  | 12勝3敗  | 西大関 豊昇龍 ○（寄り切り）× 西前頭14 金峰山     | 豊昇龍は場所後横綱 |
| 2025年（令和7年）1月場所  | 12勝3敗  | 西大関 豊昇龍 ○（寄り倒し）× 西前頭3 王鵬        | 豊昇龍は場所後横綱 |

- 太字は優勝。

### 5人による決定戦
| 場所                      | 本割成績 | 結果            | 結果                                        | 備考 |
| ------------------------- | -------- | --------------- | ------------------------------------------- | --- |
| 1996年（平成8年）11月場所 | 11勝4敗  | 1回戦           | 東大関 若乃花 ×（寄り倒し）◯ 西大関 武蔵丸  | 1回戦は曙が不戦勝（シード） 11勝での優勝は1972年1月場所の栃東、2017年9月場所の日馬富士、2023年9月場所の貴景勝と並ぶ15日制での最少勝ち星 若乃花と貴ノ浪は同部屋（二子山部屋） |
| 1996年（平成8年）11月場所 | 11勝4敗  | 1回戦           | 東大関2 貴ノ浪 ◯（すくい投げ）× 西関脇 魁皇 | 1回戦は曙が不戦勝（シード） 11勝での優勝は1972年1月場所の栃東、2017年9月場所の日馬富士、2023年9月場所の貴景勝と並ぶ15日制での最少勝ち星 若乃花と貴ノ浪は同部屋（二子山部屋） |
| 1996年（平成8年）11月場所 | 11勝4敗  | 決勝戦 （巴戦） | 西大関 武蔵丸 ◯（寄り切り）× 西横綱 曙      | 1回戦は曙が不戦勝（シード） 11勝での優勝は1972年1月場所の栃東、2017年9月場所の日馬富士、2023年9月場所の貴景勝と並ぶ15日制での最少勝ち星 若乃花と貴ノ浪は同部屋（二子山部屋） |
| 1996年（平成8年）11月場所 | 11勝4敗  | 決勝戦 （巴戦） | 西大関 武蔵丸 ◯（寄り切り）× 東大関2 貴ノ浪 | 1回戦は曙が不戦勝（シード） 11勝での優勝は1972年1月場所の栃東、2017年9月場所の日馬富士、2023年9月場所の貴景勝と並ぶ15日制での最少勝ち星 若乃花と貴ノ浪は同部屋（二子山部屋） |

- 太字は優勝。